# Blanka Říhová

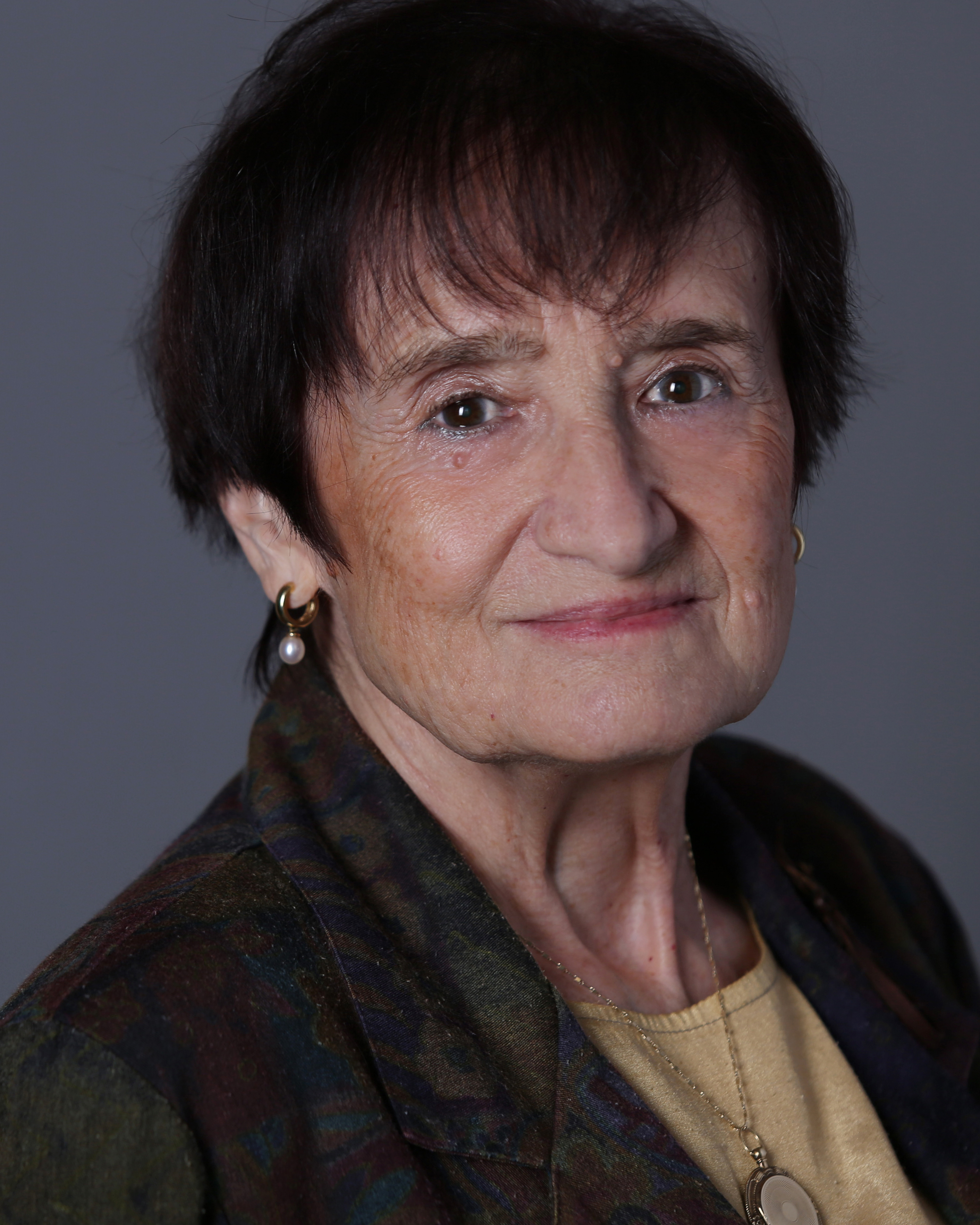
Blanka Říhová (2012)

Blanka Říhová (* 21. Oktober 1942 in Prag) ist eine tschechische Immunologin. Ihre Forschungsarbeiten befassen sich mit der Entwicklung von Methoden zur gezielten Verabreichung von Medikamenten gegen Krebs. Sie ist die ehemalige Direktorin des Instituts für Mikrobiologie der Akademie der Wissenschaften der Tschechischen Republik. Im Jahr 2018 wurde Říhová zur Präsidentin der Gelehrten Gesellschaft der Tschechischen Republik ernannt.

## Studium
Říhová studierte Naturwissenschaften an der Karls-Universität. Dort absolvierte sie auch ihr Aufbaustudium und wurde 1964 Mitglied der Tschechoslowakischen Akademie der Wissenschaften. Am 2. Dezember 1969 verteidigte sie ihre Doktorarbeit am Institut für Mikrobiologie der Tschechoslowakischen Akademie der Wissenschaften.

## Forschung
Sie verbrachte einen Großteil ihrer Karriere in den Vereinigten Staaten in Seattle, Salt Lake City und New York City.  Sie besuchte die University of Utah, wo sie mit Jindřich Kopeček zusammenarbeitete. 1994 wurde Říhová in der Abteilung für Physiologie und Entwicklungsbiologie berufen. Zu ihren Forschungsgebieten gehören Genetik, Onkologie, Toxikologie und medizinische Biochemie.
Die erste Chemotherapie wurde 1958 eingeführt. Die zytotoxischen Verbindungen, die in der Chemotherapie verwendet werden, sind besonders schädlich für Zellen, die sich schnell teilen, darunter Haarzellen und Zellen des Fortpflanzungssystems. Říhová hat an Krebstherapien gearbeitet, die keinen Zytokinsturm auslösen.  Bei dieser Form von Drug Targeting wird ein makromolekulares Prodrug auf Polymerbasis verwendet, an dessen Grundgerüst Antikörper zur Identifizierung von Tumorzellen und zytotoxische Krebsmedikamente angebracht sind. Dadurch kann die Behandlung Krebszellen selektiv angreifen und zerstören, indem der Antikörper zur Markierung des Tumors verwendet wird und eine Immunreaktion selektiv ausgelöst wird. Indem die Immunreaktion in den Tumorzellen selbst ausgelöst wird, vermeidet Říhová die Nebenwirkungen einer Chemotherapie. Diese Art der Behandlung kann die Zeit, die Krebspatienten im Krankenhaus verbringen müssen, verkürzen. Sie glaubt, dass diese Art der Behandlung am besten für Patienten mit Brust-, Lungen- und Darmkrebs geeignet ist.
Während der COVID-19-Pandemie äußerte sich Říhová als Expertin über die Reaktion des Immunsystems auf SARS-CoV-2 und rief dazu auf, Gesichtsmasken zu tragen.

## Karriere
Říhová wurde 1990 Leiterin der Forschungsabteilung der Tschechoslowakischen Akademie der Wissenschaften. Von 1994 bis 2000 war sie Vorsitzende der Tschechischen Immunologischen Gesellschaft, von 2004 bis 2007 war sie Mitglied des Akademischen Rates der Akademie der Wissenschaften der Tschechischen Republik und stellvertretende Vorsitzende der Gelehrtengesellschaft der Tschechischen Republik. Seit 2007 ist sie Leiterin der Abteilung für Immunologie. Im Jahr 2009 wurde sie zur Europäischen Botschafterin für Kreativität und Innovation ernannt. 2018 wurde sie zur Präsidentin der Gelehrtengesellschaft der Tschechischen Republik gewählt. Sie ist Mitglied des wissenschaftlichen Rates der Tschechischen Akademie der Wissenschaften.

## Preise und Auszeichnungen
- 1987: Jan-Evangelista-Purkyně-Medaille der Tschechoslowakischen Akademie der Wissenschaften[11]
- 1996: Wahl zum Mitglied der Gelehrtengesellschaft der Tschechischen Republik[1]
- 2005: Česká hlava Erfindungspreis für polymere Wirkstoffe mit zytostatischer und immunmodulatorischer Wirkung[12]
- 2006: Medaille der Russischen Akademie der Naturwissenschaften
- 2011: Finalistin des Europäischen Erfinderpreises[2][13]
- 2013: Medaille der Gelehrtengesellschaft der Tschechischen Republik[14]
- 2017: TOP Women der Tschechischen Republik[15]

## Veröffentlichungen (Auswahl)
- Tomáš Etrych, Markéta Jelı́nková, Blanka Řı́hová, Karel Ulbrich: New HPMA copolymers containing doxorubicin bound via pH-sensitive linkage: synthesis and preliminary in vitro and in vivo biological properties. In: Journal of Controlled Release. 73. Jahrgang, Nr. 1, 18. Mai 2001, S. 89–102, doi:10.1016/S0168-3659(01)00281-4, PMID 11337062 (englisch).[16]
- K Ulbrich, V Šubr, J Strohalm, D Plocová, M Jelı́nková, B Řı́hová: Polymeric drugs based on conjugates of synthetic and natural macromolecules. In: Journal of Controlled Release. 64. Jahrgang, Nr. 1–3, 14. Februar 2000, S. 63–79, doi:10.1016/S0168-3659(99)00141-8, PMID 10640646 (englisch).[17]
- B Rihova, M Bilej, V Vetvicka, K Ulbrich, J Strohalm, J Kopecek, R Duncan: Biocompatibility of N-(2-hydroxypropyl) methacrylamide copolymers containing adriamycinImmunogenicity, and effect on haematopoietic stem cells in bone marrow in vivo and mouse splenocytes and human peripheral blood lymphocytes in vitro. In: Biomaterials. 10. Jahrgang, Nr. 5, 1989, S. 335–342, doi:10.1016/0142-9612(89)90075-6, PMID 2765631 (englisch).[18]